# Chiribiquetesmaragd
Chiribiquetesmaragd (Chlorostilbon olivaresi) är en fågel i familjen kolibrier.

## Utbredning och systematik
Fågeln förekommer endast i sydöstra Colombia (Sierra de Chiribiquete). Den behandlas som monotypisk, det vill säga att den inte delas in i några underarter.

## Status
IUCN kategoriserar arten som livskraftig.